# يوم المعلم
في بعض البلدان، يُعتبر يوم المعلم يومًا خاصًا لتكريم المعلمين. بعض من هذه الدول تتخذ هذا اليوم يوم عطلة، وبعضها يتخذه في أيام العمل.
يُحتفل باليوم العالمي للمعلمين يوم 5 تشرين الأول/أكتوبر سنويا منذ عام 1994، وهو إحياء لذكرى توقيع التوصية المشتركة الصادرة عن منظمة العمل الدولية ومنظمة الأمم المتحدة للتربية والعلم والثقافة (اليونسكو) في عام 1966 والمتعلقة بأوضاع المعلمين.

## احتفال جوجل

احتفال جوجل بيوم المُعلم

احتفل مُحرك البَجث جوجل بيوم المُعلم في أنحاء مُختلفة من العالم وفقاً للتواريخ التالية:
- 22 يونيو 2016 في السلفادور.
- 25 يونيو 2016 في غواتيمالا.
- 6 يوليو 2016 في البيرو.